# أماني علاء
أماني علاء (18 حزيران/يونيو 1994 -)، ممثلة عراقية اشتهرت في أداء الأدوار الكوميدية في المسرح والتلفزيون.

## مشوارها المهني
شقيقاتها علا وتغريد دخلن مجال التمثيل 
درست في معهد الفنون الجميلة وعضو نقابة الفنانين العراقيين ،دخلت مجال التمثيل برغم معارضة أهلها في سوريا كموديل في فيديوكليب للفنان بشار الأصيل ثم شاركت كممثلة في مسلسل عراقي من إخراج أكرم كامل وتأليف قحطان زغير تؤدي دورها بشخصية «غزالة الصغيرة»، غابت عن الساحة الفنية لفترة وعادت عام 2012 في مسلسل ابن نعناعة، قدمت العديد من المسرحيات في المسرح التجاري الشعبي.

## أعمالها

### في التلفزيون
| سنة الإنتاج | اسم المسلسل       | الشخصية  |
| ----------- | ----------------- | -------- |
| 2023        | الكاسر            |          |
| 2022        | بيتوتي            | لينا     |
| 2019        | ستوتات            |          |
| 2018        | غرامي شرطي وحرامي | ضيفة شرف |
| 2016        | قلب التفاحه       |          |
| 2015        | شعيط ومعيط        |          |
| 2015        | دولاب الدنيا      |          |
| 2014        | سامكو             |          |
| 2014        | حبزبوز            |          |
| 2013        | فيتامين           |          |
| 2012        | الماز             |          |
| 2012        | القناص            |          |
| 2012        | الدرس الأول       | نهال     |
| 2011        | ابن نعناعة        | غزالة    |
| 2007        | كاريكاتير         |          |

### تقديم البرامج
| سنة الإنتاج | اسم البرنامج         | عرض على     |
| ----------- | -------------------- | ----------- |
| 2019        | أربح مع أماني        | قناة الديار |
| 2019        | دقلات(الموسم الثاني) | قناة الديار |

### في المسرح
| سنة الإنتاج | المسرحية          | الشخصية |
| ----------- | ----------------- | ------- |
|             | راويني عرض اجتافك |         |
|             | الضلع لما ينشلع   |         |
|             | أيضا أيضا         |         |
|             | تذكر أيها الجسد   |         |
|             | حلم في بغداد      |         |
| 2015        | العشاء الأخير     |         |
| 2016        | عرس الغجر         |         |
| 2017        | عشك الغجر         |         |

### أداء الصوت
- شلش.
- العتاك.

## وصلات خارجية
- An Interview with Amani Alaa on Alrasheed TV
- الموقع الرسمي